# Parafia św. Michała Archanioła w Siedlcach
Parafia św. Michała Archanioła w Siedlcach – parafia rzymskokatolicka w dekanacie Lubin Zachód w diecezji legnickiej.  Obsługiwana przez księży diecezjalnych. Erygowana w 1981.